# آرثر إل. كارتر
آرثر إل. كارتر (بالإنجليزية: Arthur L. Carter)‏ هو مصرفي أمريكي، ولد في 24 ديسمبر 1931 في نيويورك في الولايات المتحدة.